# 岩根雅明
岩根 雅明（いわね まさあき、1965年8月13日 - ）は、日本の男性アニメーター、アニメ演出家。大阪府出身。こくぴっと所属。日本アニメーター・演出協会（JAniCA）会員。
大阪デザイナー専門学校アニメーション学科卒業。スタジオコクピットに解散まで所属し、同社解散後は同社の浅田裕二と「こくぴっと」を設立している。

## 経歴・人物
小学6年生の時に『劇場版 宇宙戦艦ヤマト』を見たことがきっかけでアニメーターを志すようになった。上京後スタジオコクピットへ入社すると、様々な作品で原画や作画監督、ごくまれに演出や絵コンテを手がけるようになり、解散時のスタジオコクピットを代表するアニメーターの1人となる。
学生時代、アニメ雑誌でアニメ・映画の自主制作集団・DAICON FILMのことが取り上げられた頃、「アニメは素人でも作れるんだ」と自ら自主制作アニメを幾つか作っていた時期もあった。
絵を描くスピードが速く、シリーズが始まって以来ずっとメインで参加し続けている『ポケットモンスター』シリーズにおいては、担当した回ではほぼ1人で原画から作画監督を一括して担当することが多い。これは、『ポケットモンスター』において当初スタジオコクピットの担当回では概ね浅田裕二が演出、玉川明洋が作画監督、岩根・玉川らスタジオコクピットメンバーが原画をそれぞれ手がけていた中、シリーズ初の短編映画である『ピカチュウのなつやすみ』の制作に玉川が作画監督として参加することになり、担当話数の原画を玉川と2人で描くことが多かった岩根が1人で原画を描くようになったのが始まりである。玉川が『ピカチュウのなつやすみ』の仕事を終える前後には、オー・エル・エムからスタジオコクピットへそれまで1枠であったコクピット班を2枠にできないかとの打診があり、従来の玉川班とは別に岩根が単独で原画・作画監督を担当する回が用意され続けることとなった。
『アドバンスジェネレーション』編の途中には動画マンから原画へ上がる時期の練習の意味合いで若手のアニメーターが岩根担当回に参加していた時期もあるが、基本的には『サン&ムーン』編となった現在でも原画を単独で担当している。また、岩根自身が作画監督を担当しない回へも原画として参加している。岩根が担当した回は毎回良く動き、個性的なギャグ絵がたびたび入る。これは岩根自身、「どうやれば動きが大きく見えるか考えて作画している」としており、またカットの枚数調整のために会話シーンの使用枚数を減らし、代わりにアクションシーンに枚数を割いているという背景がある。
1990年代末期以降、『ポケットモンスター』シリーズでの仕事が多忙であることから、他の作品への参加があまり見られない。

## 参加作品

### テレビアニメ
1984年
- 機甲界ガリアン（動画）

1985年
- 三国志（動画）

1988年
- それいけ!アンパンマン（原画）
- The Real Ghostbusters (原画)

1989年
- 獣神ライガー（原画）
- 新ビックリマン（原画）
- ミラクルジャイアンツ童夢くん（原画）
- ひみつのアッコちゃん（原画）
- アイドル伝説えり子（原画）
- 桃太郎伝説（原画）
- 勇者エクスカイザー（原画）

1990年
- 魔法使いサリー（原画）
- かりあげクン（原画）
- ガタピシ（演出、作画監督、絵コンテ、原画、動画）
- ミュータント・タートルズ（原画）
- まじかる☆タルるートくん（原画）

1991年
- おばけのホーリー（原画）
- 太陽の勇者ファイバード（原画）
- 江戸っ子ボーイ がってん太助（原画）
- 絶対無敵ライジンオー（原画）
- ジャンケンマン（原画）
- DRAGON QUEST -ダイの大冒険-（原画）
- 伝説の勇者ダ・ガーン（原画）
- きんぎょ注意報!（原画）

1992年
- クッキングパパ（原画）
- ゲンジ通信あげだま（原画）
- 姫ちゃんのリボン（原画）
- ノンタンといっしょ（原画）
- 南国少年パプワくん（原画）
- カリメロ（原画）

1993年
- 若草物語 ナンとジョー先生（原画）
- 勇者特急マイトガイン（原画）
- ドラゴンボールZ（原画）
- ミラクル☆ガールズ（原画）
- ポコニャン!（作画監督、絵コンテ、原画）
- 勇者特急マイトガイン（原画）
- 恐竜惑星（原画）
- バウ（原画）

1994年
- おまかせスクラッパーズ（原画）
- 勇者警察ジェイデッカー（原画）
- モンタナ・ジョーンズ（原画）
- 3丁目のタマ うちのタマ知りませんか?（原画）
- 覇王大系リューナイト（原画）
- 魔法陣グルグル（原画）

1995年
- 恐竜冒険記ジュラトリッパー（原画）
- D・N・A² ～何処かで失くしたあいつのアイツ～（原画）
- 黄金勇者ゴルドラン（原画）
- 魔法騎士レイアース（原画）
- 愛天使伝説ウェディングピーチ（原画）
- 忍たま乱太郎（原画）
- 闘魔鬼神伝ONI（原画、作画監督）
- 怪盗セイント・テール（原画）

1996年
- 勇者指令ダグオン（原画）
- 名探偵コナン（原画）
- バケツでごはん（原画）
- はじめ人間ゴン（作画監督、原画）
- B'T X（原画）
- モジャ公（原画）
- はりもぐハーリー（作画監督、原画）
- 魔法少女プリティサミー（原画）

1997年
- こどものおもちゃ（原画）
- 勇者王ガオガイガー（原画）
- MAZE☆爆熱時空（原画）
- ポケットモンスター（原画、作画監督）
- スーパーフィッシング グランダー武蔵（原画）
- 中華一番!（原画）

1998年
- こっちむいて!みい子（原画）
- アンドロイド・アナ MAICO 2010（原画）
- DTエイトロン（原画）
- 花さか天使テンテンくん（原画）
- 夢で逢えたら（原画）

1999年
- イケてる2人（原画）

2000年
- ポケットモンスター ミュウツー! 我ハココニ在リ（作画監督、原画）

2001年
- ポケットモンスタークリスタル ライコウ雷の伝説（原画）

2002年
- ポケットモンスター アドバンスジェネレーション（作画監督、原画）
- ポケットモンスター サイドストーリー（作画監督、原画）

2005年
- コロッケ!（原画）

2006年
- スーパーロボット大戦OG -ディバイン・ウォーズ-（原画）
- ポケットモンスター ダイヤモンド&パール（作画監督、原画）

2007年
- ポケモン不思議のダンジョン 時の探検隊・闇の探検隊（原画）

2008年
- まかでみ・WAっしょい!（原画）

2009年
- ポケモン不思議のダンジョン 空の探検隊 時と闇をめぐる最後の冒険（原画）

2010年
- ポケットモンスター ベストウイッシュ（原画、作画監督）

2012年
- ポケットモンスター ベストウイッシュ シーズン2（原画、作画監督）

2013年
- ポケットモンスター ベストウイッシュ シーズン2 エピソードN（原画、作画監督）
- ポケットモンスター ベストウイッシュ シーズン2 デコロラアドベンチャー（原画、作画監督）
- 宇宙戦艦ヤマト2199（原画）
- ポケットモンスター THE ORIGIN（原画）
- ポケットモンスター XY（原画、OP・ED原画、作画監督、作画監督補佐）

2014年
- ドラゴンコレクション（原画）

2015年
- ピカイア!（原画）

2016年
- ポケットモンスター サン&ムーン（作画監督、原画、ED原画）

2019年
- ポケットモンスター (2019年のアニメ)（作画監督、原画）

2023年
- ポケットモンスター (2023年のアニメ)（作画監督）
- 異世界ワンターンキル姉さん 〜姉同伴の異世界生活はじめました〜（原画）

### 劇場アニメ
1993年
- Dr.スランプ アラレちゃん んちゃ!ペンギン村はハレのち晴れ（原画）

1994年
- 三国志 完結編・遥かなる大地（動画）

1997年
- ゲゲゲの鬼太郎 おばけナイター（原画）

1998年
- 劇場版ポケットモンスター ミュウツーの逆襲（原画）
- ピカチュウのなつやすみ（原画）

1990年
- 劇場版ポケットモンスター 幻のポケモン ルギア爆誕（原画）
- ピカチュウたんけんたい（原画）

2000年
- 劇場版ポケットモンスター 結晶塔の帝王 ENTEI（原画）
- ピチューとピカチュウ（原画）

2001年
- 劇場版ポケットモンスター セレビィ 時を超えた遭遇（原画）
- ピカチュウのドキドキかくれんぼ（原画）

2002年
- 劇場版ポケットモンスター 水の都の護神 ラティアスとラティオス（原画）
- ピカピカ星空キャンプ（原画）

2003年
- おどるポケモンひみつ基地（原画）

2004年
- 劇場版ポケットモンスター アドバンスジェネレーション 裂空の訪問者 デオキシス（原画）

2005年
- 劇場版ポケットモンスター アドバンスジェネレーション ミュウと波導の勇者 ルカリオ（原画）

2006年
- 劇場版ポケットモンスター アドバンスジェネレーション ポケモンレンジャーと蒼海の王子 マナフィ（原画）
- 劇場版 どうぶつの森（原画）

2007年
- 劇場版ポケットモンスター ダイヤモンド&パール ディアルガVSパルキアVSダークライ（原画）
- えいがでとーじょー! たまごっち ドキドキ! うちゅーのまいごっち!?（原画）

2008年
- 劇場版ポケットモンスター ダイヤモンド&パール ギラティナと氷空の花束 シェイミ（原画）

2009年
- 劇場版ポケットモンスター ダイヤモンド&パール アルセウス 超克の時空へ（原画）

### OVA
1989年
- 冒険してもいい頃（原画）

1991年
- 捜獣戦士サイキックウォーズ（原画）

1995年
- YAMATO2520（原画）

1996年
- エンジェル伝説（原画）

1997年
- 旭日の艦隊（原画）

1998年
- クイーン・エメラルダス（原画）
- ピカチュウのふゆやすみ 雪であそぼ!（作画監督、原画）

1999年
- ピカチュウのふゆやすみ2000 クリスマスの夜（作画監督、原画）

2000年
- ピカチュウのふゆやすみ2001 デリバードのプレゼント / ホワイトストーリー（作画監督、原画）

2001年
- ねこぢる草（動画）

2003年
- アーリーレインズ（原画）

### Webアニメ
2007年
- ポケモン不思議のダンジョン 出動ポケモン救助隊ガンバルズ!（原画）

2022年
- ポケットモンスター 神とよばれし アルセウス（作画監督、原画）

### ゲーム
1996年
- 銀河お嬢様伝説ユナ3 LIGHTNING ANGEL（原画）

1997年
- MARICA 真実の世界（原画）

1998年
- 金田一少年の事件簿 星見島 悲しみの復讐鬼（原画）

1999年
- 宇宙戦艦ヤマト 遥かなる星イスカンダル（原画）
- ブリガンダイン グランドエディション（原画）

2000年
- さらば宇宙戦艦ヤマト 愛の戦士たち（原画）